# Yosuke Kaneoya
Yosuke Kaneoya (...) è un giocatore di football americano giapponese, che gioca come kicker per i Tokyo Gas Creators.
Ha iniziato la carriera professionistica negli Obic Seagulls per poi trasferirsi ai Tokyo Gas Creators.